# 영광홍농중학교
영광홍농중학교(靈光弘農中學校)는 대한민국 전라남도 영광군 홍농읍 상하리에 있는 공립 중학교이다.

## 학교 연혁
- 1971년 1월 16일 : 영광홍농중학교 설립 인가 (9학급)
- 1971년 2월 2일 : 초대 주기운 교장 취임
- 1971년 3월 10일 : 개교 및 입학식
- 2024년 9월 1일 : 제16대 이미선 교장 부임
- 2025년 1월 8일 : 제52회 48명 졸업(남 23명, 여 25명 계 48명) (총 8,343명)
- 2025년 3월 4일 : 입학식(남 34명, 여 20명 계 54명)

## 참고 자료
- 영광홍농중학교 - 한국교육학술정보원 학교알리미